# Вилла Сарего
Вилла Сарего (итал. Villa Sarego) — вилла (загородный дом), расположенная в Санта-София-ди-Педемонте коммуны Сан-Пьетро-ин-Кариано в провинции Верона области Венето, северо-восточная Италия. Вилла построена для аристократической семьи Сарего по проекту выдающегося архитекторa эпохи итальянского Возрождения Андреа Палладио.
В 1996 году вилла вместе с другими постройками Палладио включена в список Всемирного наследия ЮНЕСКО «Города Виченца и Палладиевых вилл Венето» (Città di Vicenza e Ville Palladiane del Veneto).

## История
Вилла была заказана венецианским дворянином Маркантонио Сарего для поместья, перешедшего в его владение в 1552 году. Строительство велось в 1560—1570 годах. План виллы Палладио включил в свой трактат «Четыре книги об архитектуре» (1570), но он относится к более крупному проекту, который был реализован лишь частично. Известно, что к 1572 году уже существовало жилое здание, но заказчик скончался, оставив часть проекта на уровне фундамента.
Граф Маркантонио Серего Алигьери по акту от 30 марта 1811 года продал виллу адвокату Джованни Баттиста Крессотти. К середине девятнадцатого века вилла претерпела заметные изменения под руководством архитектора Луиджи Трецца: вдоль западной стороны здания были добавлены новые жилые помещения, а концы двора остались незавершёнными, но к колоннаде была добавлена балюстрада.
В 1857 году строительство было продолжено, в результате вилла выглядит законченной, но она не полностью соответствует проекту архитектора.

## Архитектура
Перед виллой, окружённой полукруглой живой изгородью, установлены две скульптуры из известняка, изображающие богиню Диану (с атрибутами охоты) и Аполлона (с арфой). Скульптуры символизируют функцию постройки: загородное поместье для охоты и прибежище культуры и красоты. Вилла построена вокруг внутреннего двора наподобие атриума древнеримских вилл. Палладио был знаком с подобными планировочными решениями из своих исследований древнеримской архитектуры, но в его собственных проектах такие обширные внутренние дворы встречаются редко.
«П»-образная колоннада, пересечённая балконами, образована мощными рустованными колоннами «сельского стиля» (из карьеров известняка Серегосы, расположенных поблизости). Палладио упоминал, что они выполнены из нешлифованного (non polito) камня. Подобная маньеристская выдумка сродни традиционной сельской архитектуре Вероны. Такие колонны уникальны в творчестве Палладио, но перекликаются с воротами на вилле Триссино (Меледо-Сарего).

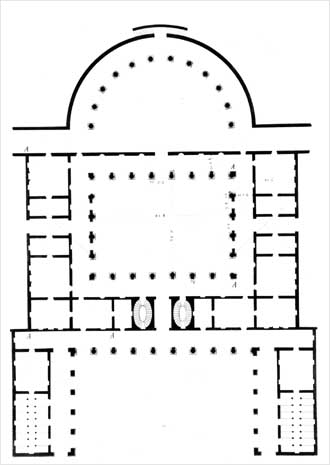
План виллы. Чертёж О. Бертотти-Скамоцци. 1781
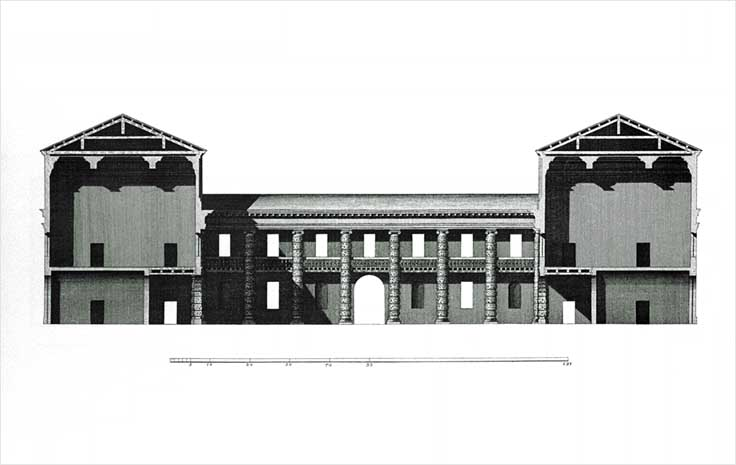
Разрез. Чертёж О. Бертотти-Скамоцци. 1781
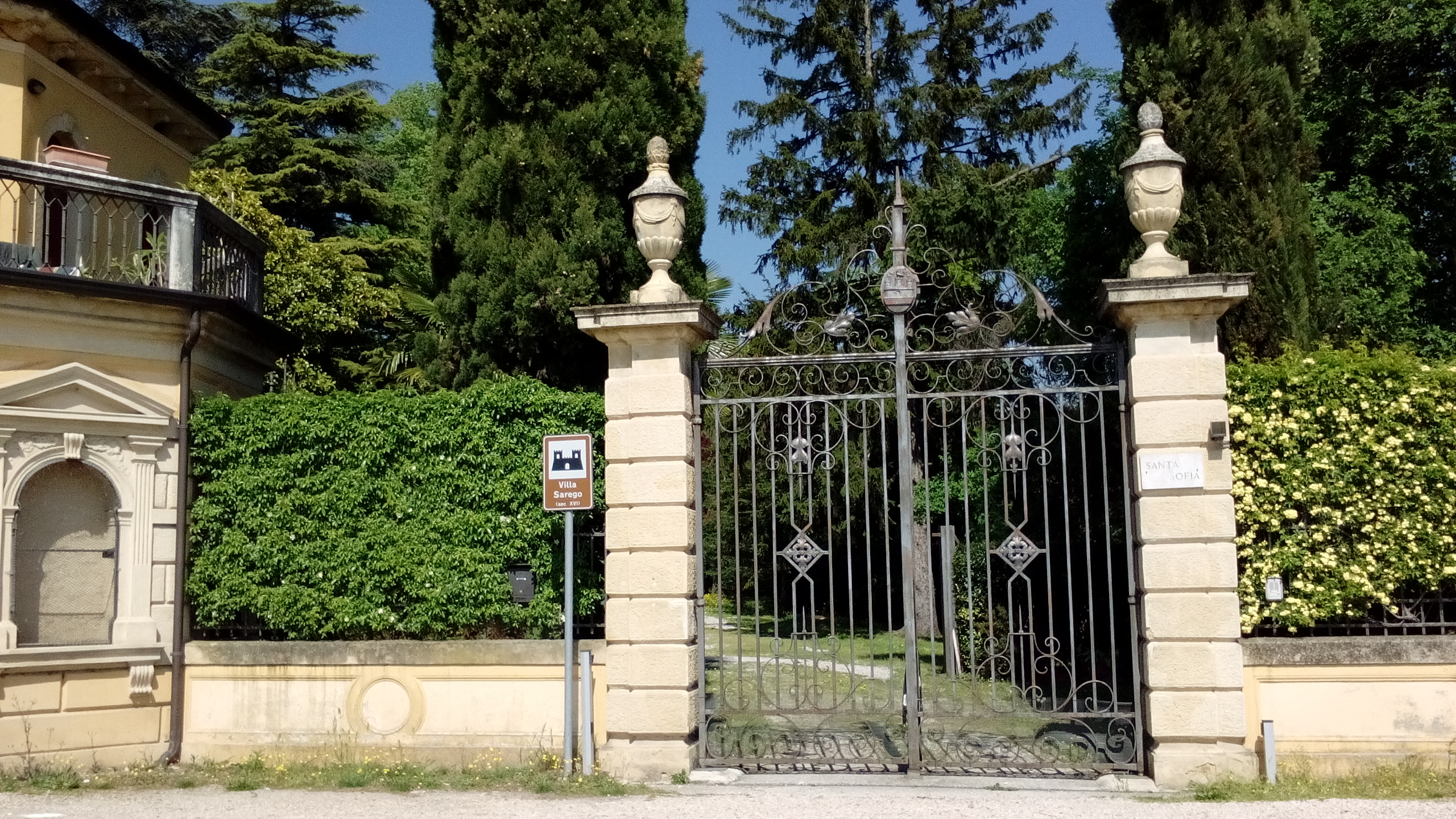
Ворота виллы
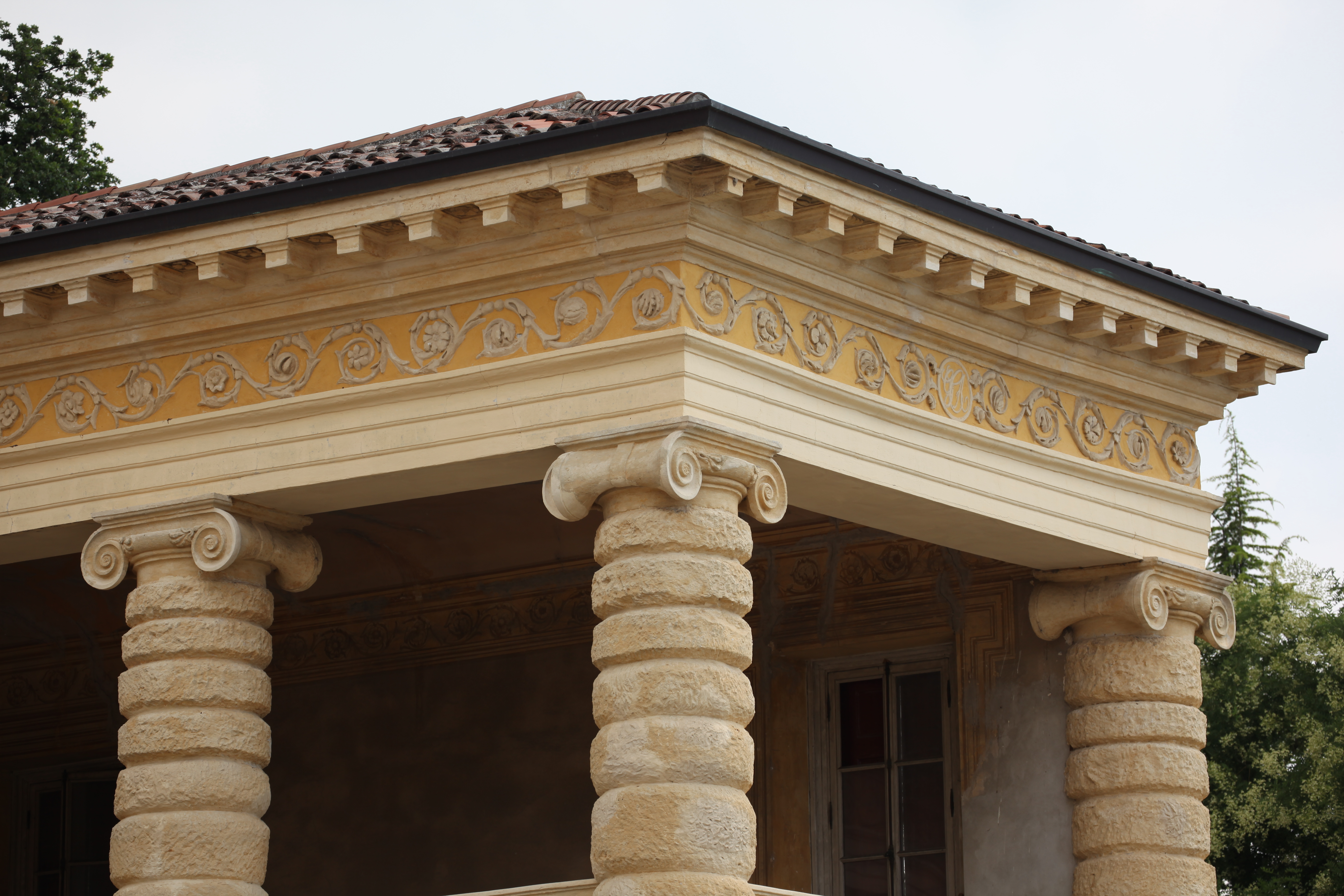
Деталь колоннады